# Chamrousse
Chamrousse és un municipi francès situat al departament de la Isèra i a la regió d'Alvèrnia-Roine-Alps. L'any 2007 tenia 473 habitants.

## Demografia

### Població
El 2007 la població de fet de Chamrousse era de 473 persones. Hi havia 222 famílies de les quals 101 eren unipersonals (65 homes vivint sols i 36 dones vivint soles), 36 parelles sense fills, 77 parelles amb fills i 8 famílies monoparentals amb fills.
La població ha evolucionat segons el següent gràfic:
Habitants censats

### Habitatges
El 2007 hi havia 2.838 habitatges, 227 eren l'habitatge principal de la família, 2.598 eren segones residències i 13 estaven desocupats. 151 eren cases i 2.636 eren apartaments. Dels 227 habitatges principals, 102 estaven ocupats pels seus propietaris, 98 estaven llogats i ocupats pels llogaters i 26 estaven cedits a títol gratuït; 30 tenien una cambra, 71 en tenien dues, 60 en tenien tres, 44 en tenien quatre i 22 en tenien cinc o més. 73 habitatges disposaven pel capbaix d'una plaça de pàrquing. A 137 habitatges hi havia un automòbil i a 74 n'hi havia dos o més.

### Piràmide de població
La piràmide de població per edats i sexe el 2009 era:
| Homes | Edats   | Dones |
| ----- | ------- | ----- |
| 0     | 95 o +  | 0     |
| 0     | 90 a 94 | 0     |
| 0     | 85 a 89 | 0     |
| 0     | 80 a 84 | 0     |
| 8     | 75 a 79 | 0     |
| 0     | 70 a 74 | 8     |
| 0     | 65 a 69 | 4     |
| 8     | 60 a 64 | 0     |
| 0     | 55 a 59 | 12    |
| 16    | 50 a 54 | 8     |
| 28    | 45 a 49 | 16    |
| 20    | 40 a 44 | 32    |
| 24    | 35 a 39 | 20    |
| 48    | 30 a 34 | 36    |
| 20    | 25 a 29 | 32    |
| 12    | 20 a 24 | 12    |
| 20    | 15 a 19 | 8     |
| 24    | 10 a 14 | 16    |
| 28    | 5 a 9   | 32    |
| 28    | 0 a 4   | 24    |

## Economia
El 2007 la població en edat de treballar era de 358 persones, 316 eren actives i 42 eren inactives. De les 316 persones actives 303 estaven ocupades (171 homes i 132 dones) i 13 estaven aturades (9 homes i 4 dones). De les 42 persones inactives 12 estaven jubilades, 12 estaven estudiant i 18 estaven classificades com a «altres inactius».

### Ingressos
El 2009 a Chamrousse hi havia 233 unitats fiscals que integraven 455,5 persones, la mediana anual d'ingressos fiscals per persona era de 18.460 €.

### Activitats econòmiques
Dels 234 establiments que hi havia el 2007, 3 eren d'empreses alimentàries, 1 d'una empresa de fabricació d'altres productes industrials, 3 d'empreses de construcció, 26 d'empreses de comerç i reparació d'automòbils, 4 d'empreses de transport, 50 d'empreses d'hostatgeria i restauració, 3 d'empreses d'informació i comunicació, 4 d'empreses financeres, 21 d'empreses immobiliàries, 10 d'empreses de serveis, 103 d'entitats de l'administració pública i 6 d'empreses classificades com a «altres activitats de serveis».
Dels 37 establiments de servei als particulars que hi havia el 2009, 1 era una oficina de correu, 1 una oficina bancària, 1 autoescola, 1 guixaire pintor, 1 lampisteria, 1 perruqueria, 30 restaurants i 1 agència immobiliària.
Dels 23 establiments comercials que hi havia el 2009, 3 eren botiges de menys de 120 m², 3 fleques, 1 una carnisseria, 2 llibreries, 1 una botiga de roba i 13 botigues de material esportiu.

## Equipaments sanitaris i escolars
L'únic equipament sanitari que hi havia el 2009 era una farmàcia.
El 2009 hi havia una escola elemental.

## Poblacions més properes
El següent diagrama mostra les poblacions més properes.